# Wysoka nad Kisucą
Wysoka nad Kisucą (słow. Vysoká nad Kysucou, węg. Hegyeshely, do 1899 Viszoka) – wieś i gmina (obec) w powiecie Czadca, kraju żylińskim, w północnej Słowacji. Wieś lokowana w roku 1619.

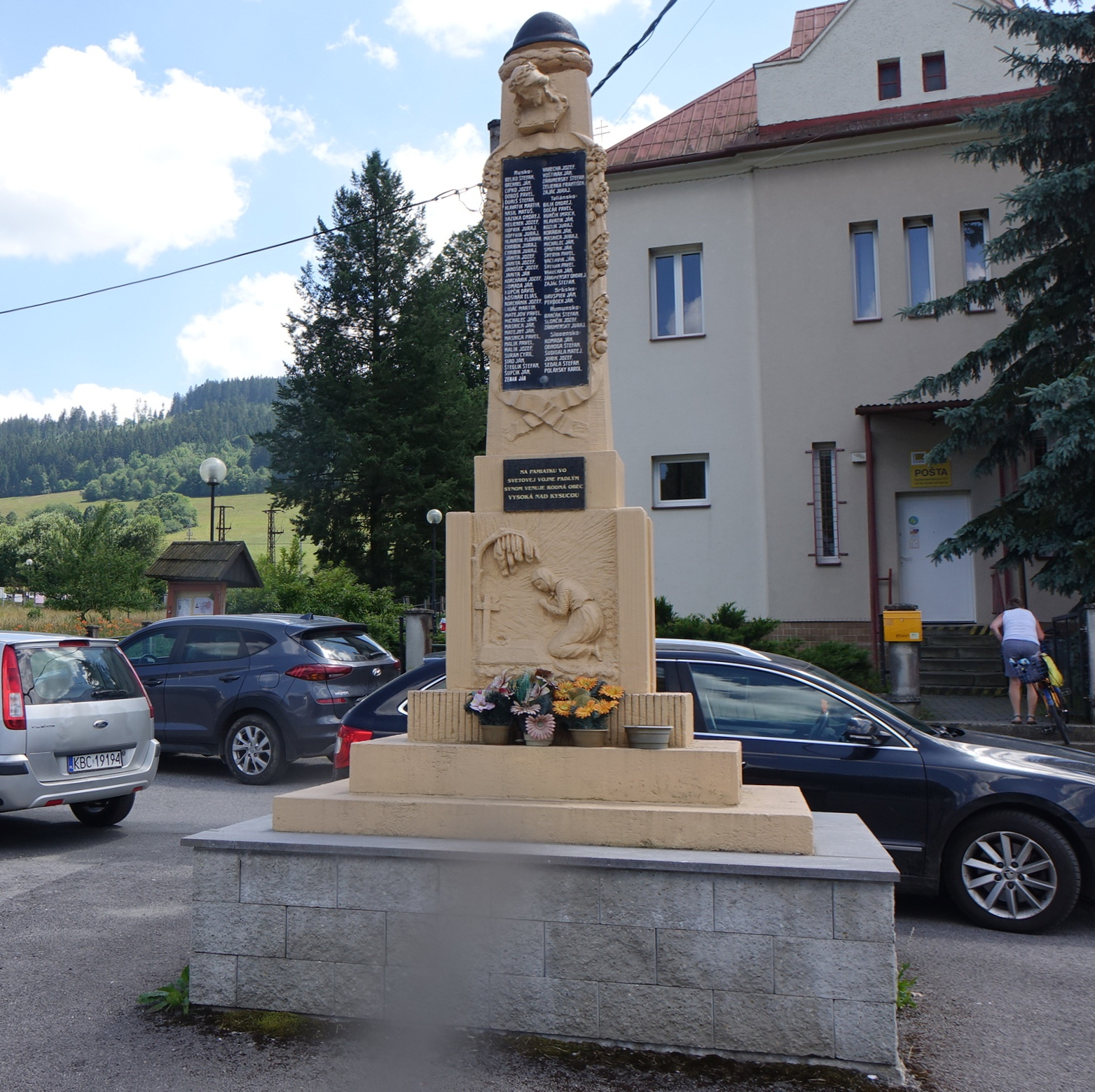